# Bazoches-les-Hautes
Bazoches-les-Hautes is een gemeente in het Franse departement Eure-et-Loir (regio Centre-Val de Loire) en telt 288 inwoners (2005). De plaats maakt deel uit van het arrondissement Châteaudun.

## Geografie
De oppervlakte van Bazoches-les-Hautes bedraagt 16,7 km², de bevolkingsdichtheid is 17,2 inwoners per km².
De onderstaande kaart toont de ligging van Bazoches-les-Hautes met de belangrijkste infrastructuur en aangrenzende gemeenten.

## Demografie
Onderstaande figuur toont het verloop van het inwonertal (bron: INSEE-tellingen).